# Half Foot Outside
Half Foot Outside es grupo musical español afincado en diferentes ciudades, Pamplona, Barcelona y Madrid. Su estilo se puede calificar actualmente de indie rock o power pop, aunque en sus inicios eran más afines al hardcore, por lo que ha tenido una clara evolución. Sus componentes son Carlos Leoz, Eduardo Ugarte, Israel Medina y Brian Hunt.

## Heavenly
En 2008 editaron su último disco, Heavenly, calificado por la crítica como el mejor de su carrera. El álbum fue grabado por Hans Krüger y Kaki Arkarazo en los Montreal Studios (Pamplona) y Gárate (Andoáin), fue mezclado por John Agnello y Hans Krüger y fue masterizado por Steve Fallone en Sterling Sound (Nueva York). En él colaboraron Jon Auer (The Posies), Florent y Banin de Los Planetas, y Pau Roca de La Habitación Roja. En el 2009, Brian Hunt editó disco en solitario con el título I Lost My Glasses (Limbo starr) e Israel Medina colaboró con Los Planetas como bajista en varios conciertos.

## Discografía
LP’s
- So Called… (1998) Brutus Records

- Paint Red (1999) Underhill  Records

- New Ad ideas (2001) BCore

- It’s been a hot hot summer (2003) BCore

- Perfect From the distance (2006) Astro records

- Heavenly (2008) Limbo Starr

Singles
- The Unfinished Sympathy/Half Foot Outside (single compartido) 2001 Hang The DJ

## Videoclips
- Star acting mean de It’s Been a hot hot summer

- Electric Sound Machine de Perfect From the Distance

- Driveways de Heavenly